# Castelar (Santa Fe)
Castelar o Colonia Castelar es una localidad argentina ubicada en el departamento San Martín de la provincia de Santa Fe. Su principal vía de comunicación es la ruta provincial 20, que la vincula al sur con Las Petacas y al norte con Esmeralda, y su principal actividad económica la agricultura, con una importante producción láctea. La pavimentación de las rutas 64, 20 y 24 S rompieron el aislamiento al que era sometida ante lluvias.
Por la cercanía y tamaño la ciudad de San Francisco en la vecina provincia de Córdoba ejerce una muy fuerte influencia económica y social.

## Población
Cuenta con 887 habitantes (Indec, 2010), lo que representa un incremento frente a los 862 habitantes (Indec, 2001) del censo anterior.
| Gráfica de evolución demográfica de Castelar entre 1991 y 2010 |
|                                                                |
| Fuente: Censos nacionales del INDEC                            |

## Toponimia
No existen datos que lo respalden fehacientemente, pero provendría de un homenaje a Emilio Castelar, escritor español amigo del fundador Sandaza.

## Infraestructutra
Cuenta con una escuela de nivel secundario. El Club Atlético Granaderos es el único del poblado, donde se desarrollan disciplinas como vóley, paddle y fútbol. Su plaza principal cuenta con 2 hectáreas

## Historia
Fue fundada en 1890 por el español Sixto Sandaza, sus primeros colonizadores fueron inmigrantes italianos de la región de Piamonte.

## Parroquias de la Iglesia católica en Castelar
| Arquidiócesis | Santa Fe de la Vera Cruz     |
| ------------- | ---------------------------- |
| Parroquia     | Nuestra Señora de las Nieves |